# Edelgrießgletscher
Als Edelgrießgletscher wird ein Firnfleck in der Südabdachung des Dachsteinmassivs bezeichnet.

## Lage und Beschreibung
Der Edelgrießgletscher am Südfuß der Koppenkarsteine (2836 m und 2865 m) galt längere Zeit als das einzige Eisfeld der Steiermark und war/ist auch der einzige südexponierte Gletscherfleck des Dachsteins, seine Ernährung erfolgt in erster Linie durch die jährlich abgehenden Lawinen aus den Wänden der Koppenkarsteine. Aufgrund der geringen Ausmaße, der praktisch nicht mehr vorhandenen Fließbewegung und einer z. T. erheblichen Schuttbedeckung kann der schon von Friedrich Simony als Toter Knecht bzw. Kleiner Schladminger Gletscher oder Ramsauer-Gletscher bezeichnete Firnfleck nicht mehr als Gletscher bezeichnet werden.

## Spätglaziale Gletscherstände
Roman Moser erwähnt Moränen eines daunzeitlichen Gletscherstandes (vor rund 12.000 Jahren) nordwestlich der Austriahütte in einer Höhe von 1460, 1520 und 1590 m Höhe, Moränenreste in rund 2000 m Höhe vor dem Steilabfall zur Austriahütte sollen dem Egesenstadium angehören.

## Der Hochstand von 1850 und die Rückzugsphasen
Die Maximalausdehnung des Edelgrießgletschers zur Zeit des Hochstandes von 1850 kann nur undeutlich angegeben werden, da konkrete Messungen bzw. Moränen fehlen. Friedrich Simony gibt den Gletscherrand in einer Höhe von 2350 m an, weist aber darauf hin, dass aus dem weit herab reichenden Moränenschutt auf eine bedeutend größere Ausdehnung um 1850 geschlossen werden müsste. Nach einer Beschreibung G. Geyers aus dem Jahre 1880 „senkt sich der Gletscher steil von der Hinteren Thürlscharte zwischen Kleinem Koppenkarstein und Hinterer Thürlspitze, bildet ein kleines Firnplateau am Fuße des Kleinen und Großen Koppenkarsteins und hängt dann unter rechtem Winkel nach Süden in die Schlucht hinab“().
Im Jahre 1952 war der Edelgrießgletscher längst in das Kar am Fuße der Koppenkarsteinwände zurückgeschmolzen. Schon Ende der 1970er Jahre machte der Edelgrießgletscher nur mehr den Eindruck eines größeren Firnflecks, Eis bzw. Spalten konnten nicht mehr festgestellt werden.

## Bildergalerie

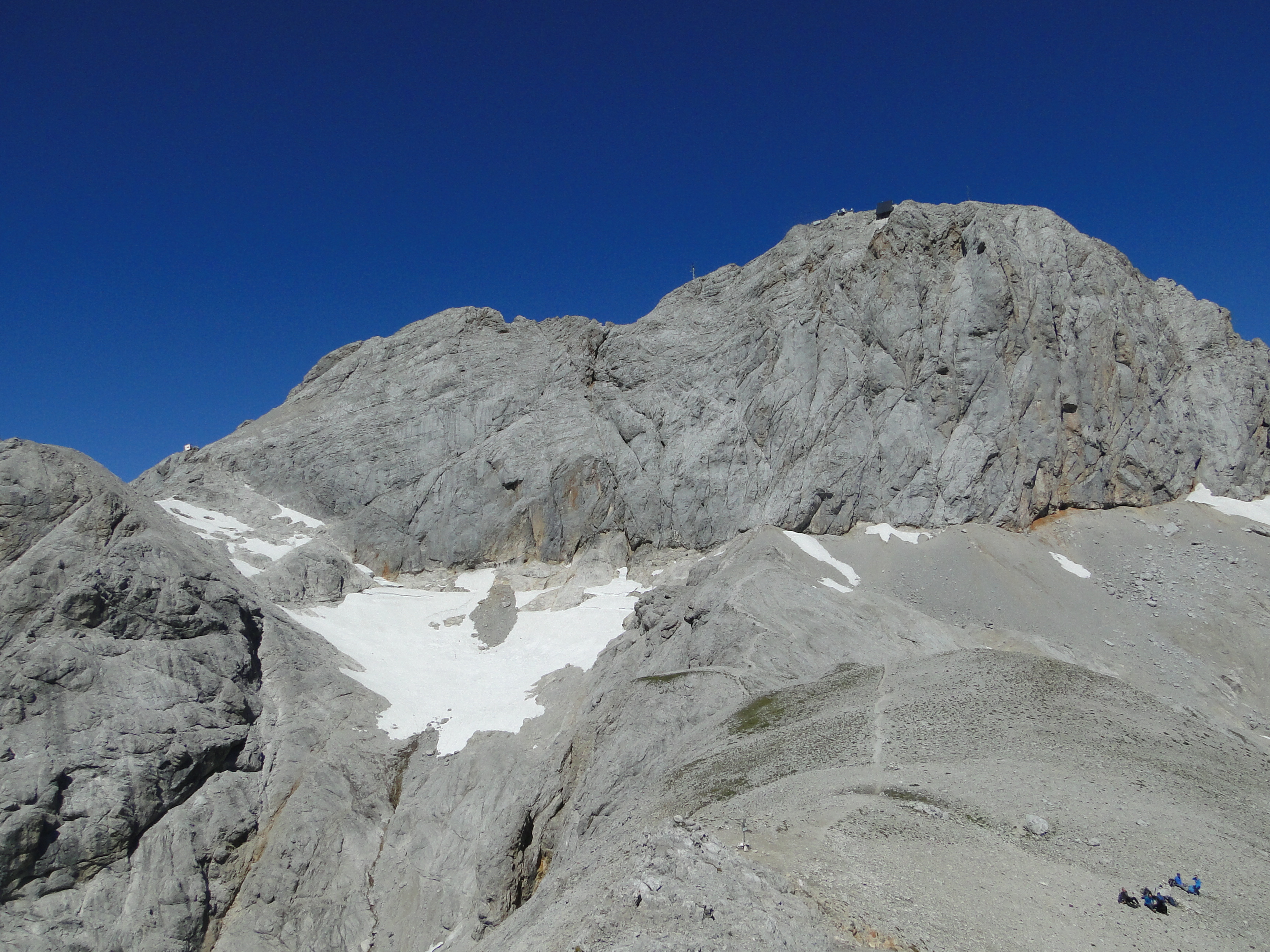
Blick auf den Edelgrießfirn von der Edelgrießhöhe (2505 m)
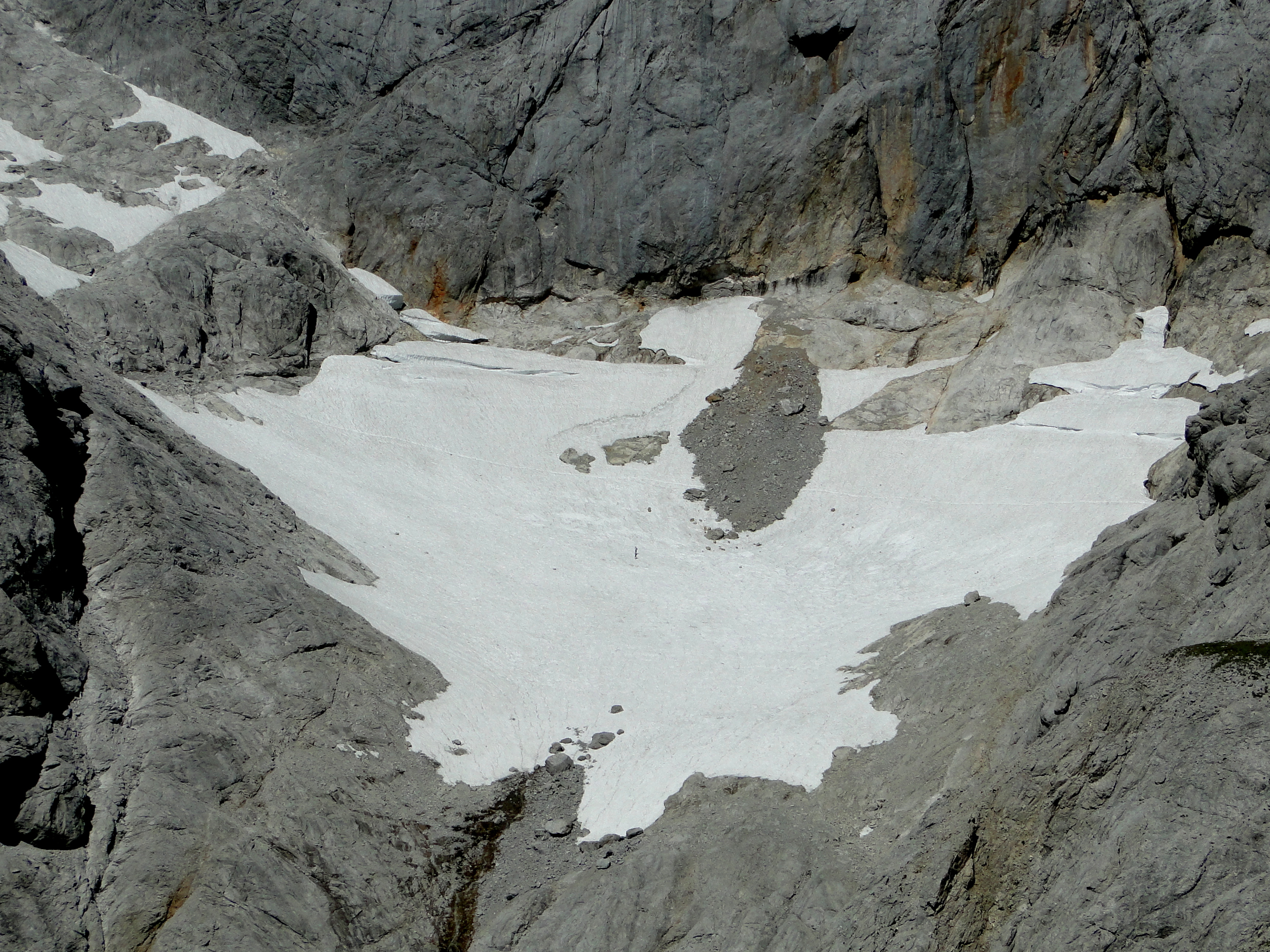
Das Firnfeld im Kar am Fuße der Koppenkarsteinwände im September 2019
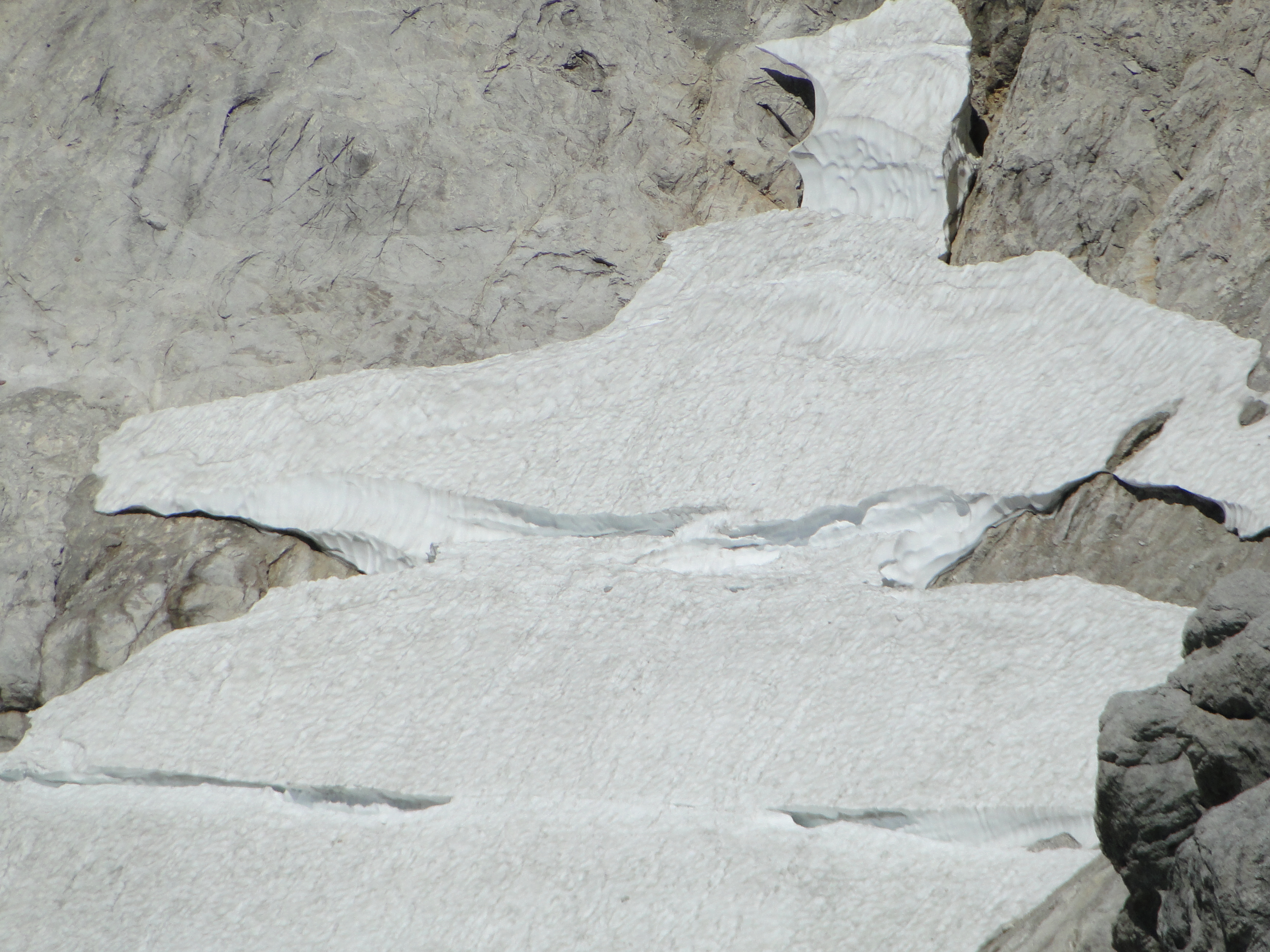
Detailaufnahme der Firnspalten (4. Sept. 2019)
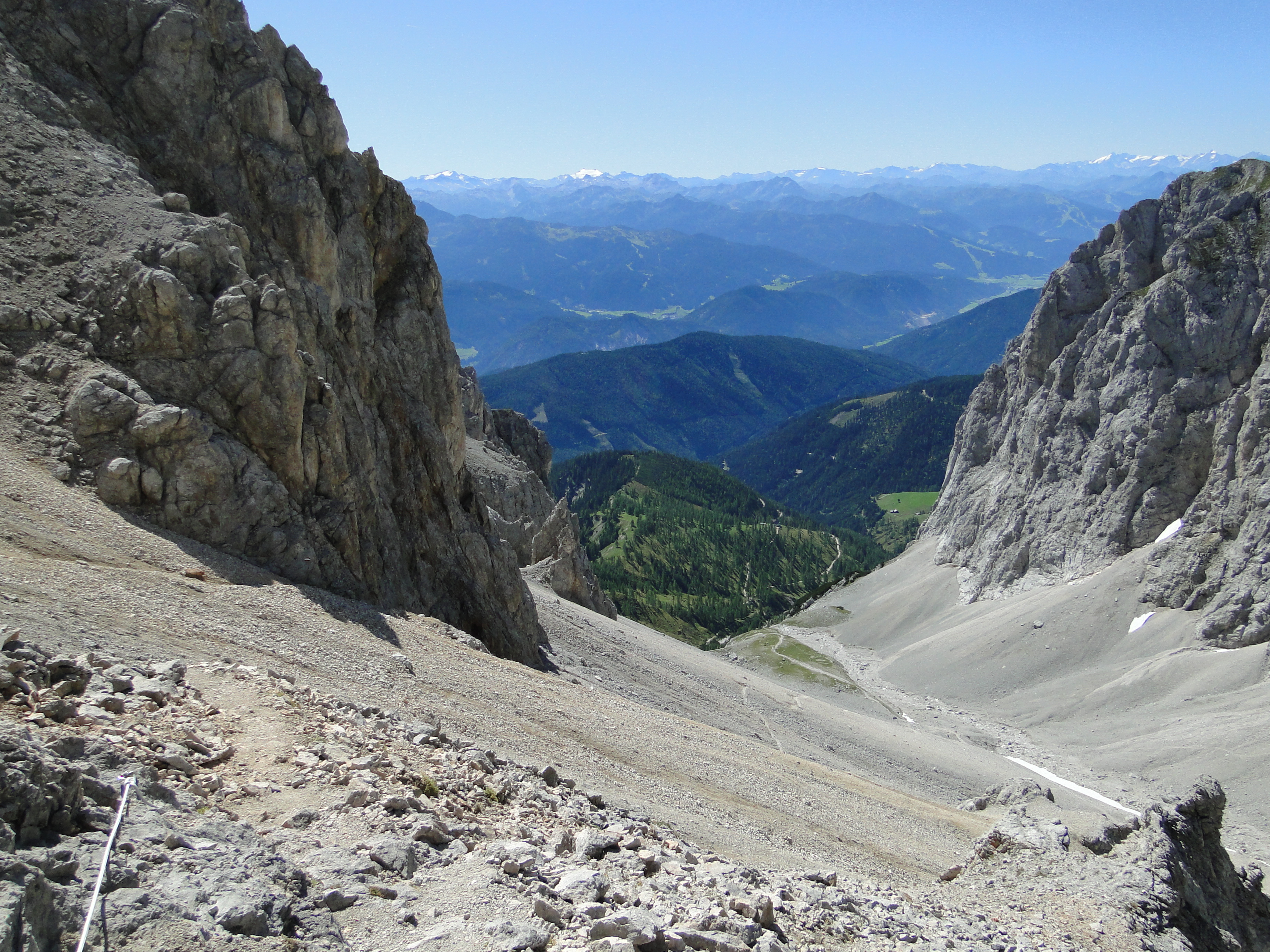
Blick in das Edelgrießkar vom AV-Weg Nr. 673 unterhalb der Edelgrießhöhe
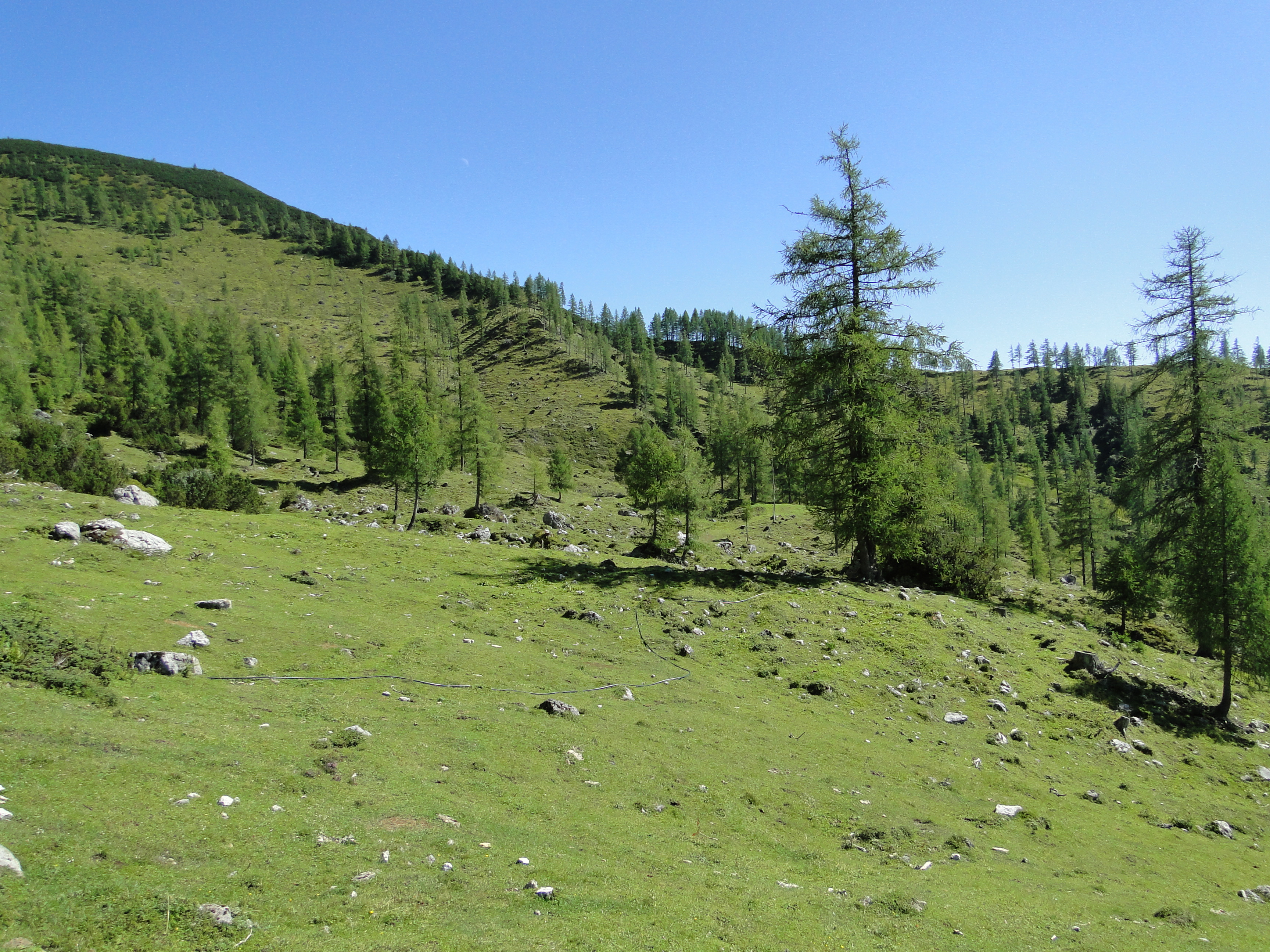
Moränenfeld des postglazialen Edelgrießgletschers in der Burgleit´n nördlich der Austriahütte